# Hornschuchia
Hornschuchia es un género de plantas fanerógamas con 17 especies perteneciente a la familia de las anonáceas. Son nativas de Brasil.

## Taxonomía
El género fue descrito por Christian Gottfried Daniel Nees von Esenbeck y publicado en Taxon 39: 678. 1990.  La especie tipo es: Hornschuchia bryotrophe Nees

## Especies
| - Hornschuchia bryotrophe Nees - Hornschuchia caudata R. E. Fr. - Hornschuchia cauliflora Maas et Setten - Hornschuchia citriodora D. M. Johnson - Hornschuchia lianarum D. M. Johnson - Hornschuchia myrtillus Nees - Hornschuchia obliqua Maas et Setten - Hornschuchia polyantha Maas - Hornschuchia santosii D. M. Johnson - Lista completa de especies |